# Gabriel Axel

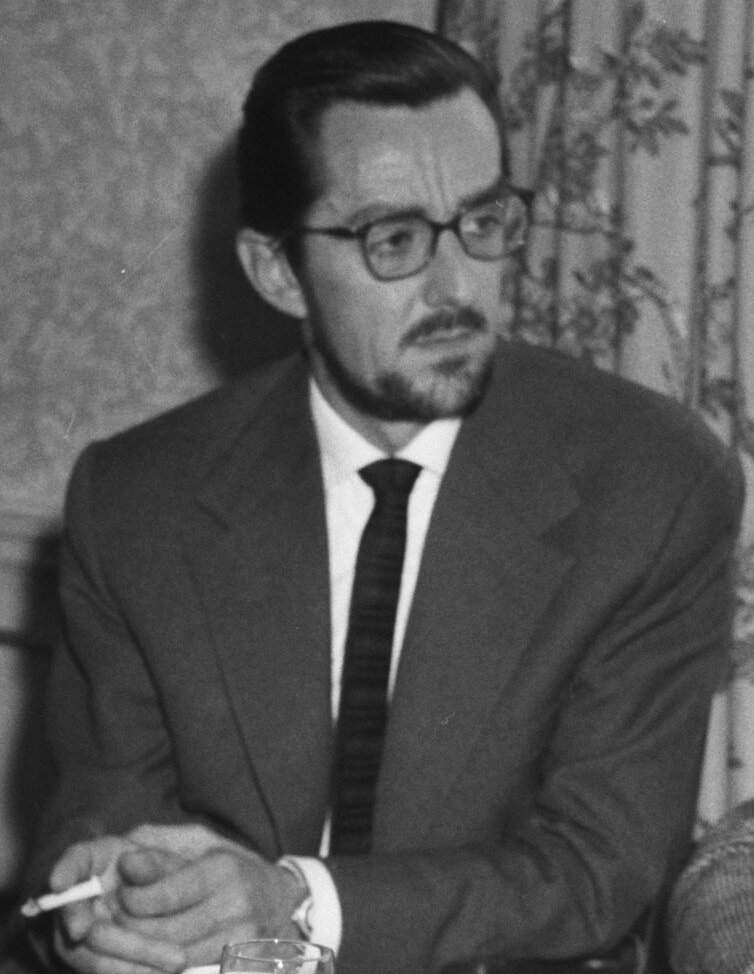
Gabriel Axel (1959)

Gabriel Axel (eigentlich Axel Gabriel Erik Mørch; * 18. April 1918 in Aarhus, Dänemark; † 9. Februar 2014 in Kopenhagen) war ein dänischer Filmregisseur, Drehbuchautor und Filmschauspieler.

## Leben
Axel wuchs in Paris auf und ging mit 18 Jahren nach Dänemark zurück, um am dänischen Theater Aarhus als Schauspieler zu arbeiten. Nach Paris zurückgekehrt, spielte er bei Louis Jouvets Theaterstücken mit. Erneut ging er nach Dänemark, um dort selbst Filme und Bühnenstücke zu inszenieren. Anfangs arbeitete er hauptsächlich für Fernsehen und Theater, gab mit Heute und alle Tage 1955 aber auch sein Spielfilmdebüt. Sein dritter Spielfilm, Goldene Berge, lief 1958 im Wettbewerb der 8. Berlinale. Seine Komödie Familien Gyldenkål (1975) mit Axel Strøbye fand ein Jahr später in Familien Gyldenkål sprænger banken eine Fortsetzung.
Während Axel in Dänemark bereits Ende der 1950er-Jahre als einer der bedeutendsten Regisseure galt, gelang ihm der internationale Durchbruch erst 1987, nachdem er bereits über 40 Filme gedreht hatte. Babettes Fest, die Verfilmung einer Novelle von Karen Blixen, gewann einen Oscar in der Kategorie Bester fremdsprachiger Film. Der Film handelt von einer französischen Köchin (gespielt von Stéphane Audran), die den Bewohnern eines dänischen Fischerdorfes ein Festessen zubereitet.
Neben Regisseuren wie Claude Lelouch und David Lynch nahm er 1996 am Projekt Lumière et Compagnie teil.

## Lob in einem päpstlichen Lehrschreiben
Papst Franziskus zitierte in § 129 seines Lehrschreibens Amoris laetitia vom 19. März 2016 lobend eine Szene aus Gabriel Axels Film Babettes Fest:

„Die Freude dieser beschaulichen Liebe muss gepflegt werden. Da wir erschaffen sind, um zu lieben, wissen wir, dass es keine größere Freude gibt als die über ein geteiltes Gut: ›Versag dir nicht das Glück des Tages […] Beschenk den Bruder und gönne auch dir etwas‹ (Sir 14,14a.16a). Die intensivsten Freuden des Lebens kommen auf, wenn man die anderen beglücken kann, in einer Vorausnahme des Himmels. Man erinnere sich an die geglückte Szene in dem Film Babettes Fest, wo die großherzige Köchin eine dankerfüllte Umarmung und ein Lob empfängt: ‚Wie wirst du die Engel ergötzen!‘ Süß und belebend ist die Freude, anderen Vergnügen zu bereiten und zu sehen, wie sie genießen.“

## Filmografie (Auswahl)
- 1955: Heute und alle Tage (Altid ballade)
- 1958: Goldene Berge (Guld og grønne skove)
- 1960: Der Störenfried (Flemming og Kvik)
- 1962: Oskar
- 1962: Das tosende Paradies (Det tossede paradis)
- 1963: Drei Mädchen in Paris (Tre piger i Paris)
- 1963: Vi har det jo dejligt
- 1966: Tugend läuft Amok (Dyden går amok)
- 1967: Hagbard und Signe (Den røde kappe)
- 1968: Das liebste Spiel (Det kære legetøj)
- 1970: Amour
- 1975: Familien Gyldenkål
- 1976: Familien Gyldenkål sprænger banken
- 1977: Alt på et bræt
- 1980: Le curé de Tours
- 1987: Babettes Fest (Babettes gæstebud)
- 1989: Marokko-Blues (Christian)
- 1994: Hamlet – Der Prinz von Jütland (Prince of Jutland)
- 2001: Leïla